# Narodni park Anavilhanas
Narodni park Anavilhanas (portugalsko Parque Nacional de Anavilhanas) je narodni park, ki obsega ogromno rečno otočje v reki Rio Negro v zvezni državi Amazonas v Braziliji. Je del poskusnega seznama Unescove svetovne dediščine.

## Lega
Park je v občinah Manaus in Novo Airão. Upravlja ga Inštitut Chico Mendes za ohranjanje biotske raznovrstnosti.
Rečni del parka, 60 % celotnega parka, ima več kot 400 otokov. Dolg je približno 130 kilometrov in v povprečju širok 20 kilometrov, s skupno površino 350.470 hektarjev. Park na severu in vzhodu omejuje območje zaščite okolja na levem bregu Rio Negra, 611.008 hektarjev ohranitveno območje trajnostne rabe, ustanovljeno leta 1995. Rečni del se razteza do zahodne obale Rio Negra, ki je večinoma zaščiteno z okoljevarstvenim območjem desnega brega Rio Negro in rezervatom za trajnostni razvoj Rio Negro.
Nadmorska višina terena je od 50 do 150 metrov nad morsko gladino reke. Povprečna letna količina padavin je 2100 milimetrov. Temperature se gibljejo od 23 do 34 °C.
Park vsebuje različne vrste gozdov ter rečne in jezerske ekosisteme.

## Ohranjanje
Park je bil prvotno ustanovljen 6. februarja 1981 kot celovita zaščitna enota, ki je pokrivala 350.018 hektarjev. Z zakonom št. 11.799 z dne 29. oktobra 2008 je bil prerazvrščen iz strogo zaščitene ekološke postaje v bolj odprt (a še vedno zavarovan) status narodnega parka.
Park varuje okolje rečnega arhipelaga Anavilhanas v Rio Negro, enega največjih na svetu, in njegove gozdne formacije. Podpira znanstvene raziskave in krepi ohranjanje amazonskega bioma z okoljskim izobraževanjem in trajnostnim turizmom. 
Park je odprt vse leto. 
Zavarovane vrste so: margaja (dolga mačka) (Leopardus wiedii), jaguar (Panthera onca), veliki mravljinčar (Myrmecophaga tridactyla), veliki pasavec (Priodontes maximus), orjaška vidra (Pteronura brasiliensis), amazonska morska krava (Trichechus inunguis) in Orinoška pliskavka (Inia geoffrensis).
Narodni park Jaú je UNESCO leta 2000 uvrstil na seznam svetovne dediščine. Postal je del ekološkega koridorja osrednje Amazonije, ustanovljenega leta 2002. Leta 2003 je bilo posestvo razširjeno z dodajanjem narodnega parka Anavilhanas, rezervata za trajnostni razvoj Amanã in rezervata za trajnostni razvoj Mamirauá, da bi oblikovali zavarovani kompleks osrednje Amazonke, večje območje svetovne dediščine. Park je postal del mozaika Spodnji Rio Negro, ustvarjenega leta 2010. Naravovarstveno enoto podpira Program zaščitenih območij Amazonije.